# 丈夫國

圖出自《古今圖書集成·方輿彙編·邊裔典·第八十七卷》

丈夫國是《淮南子》所記海外三十六國之一，其民稱作丈夫民，其國內全是男人，沒有女人。其人衣冠整齊，身配寶劍，頗有君子風範。
在《山海經·海外西經》、《大荒西經》中有所記載。

## 記載
太戊曾派王孟等人到西王母處尋求不死藥，走到此地斷糧，不能再往前，滯留於此地，以野果為食，以樹皮作衣，即丈夫國之起源，其國離玉門關二萬里。
由於此地並無女人，所以人人終身無妻，然而他們都會從身體分離出兩個兒子，也有說是從背部肋骨間出來的。兒子出生，其本人便立即死去。